# Nepaloserica
Nepaloserica är ett släkte av skalbaggar. Nepaloserica ingår i familjen Melolonthidae.

## Dottertaxa tillNepaloserica, i alfabetisk ordning[1]
- Nepaloserica archolabrata
- Nepaloserica baehri
- Nepaloserica barbara
- Nepaloserica brevipes
- Nepaloserica bruschii
- Nepaloserica fabrizii
- Nepaloserica ganeshi
- Nepaloserica goomensis
- Nepaloserica hartmanni
- Nepaloserica helambuensis
- Nepaloserica induwae
- Nepaloserica jumlaica
- Nepaloserica lamjungi
- Nepaloserica longispina
- Nepaloserica manasluensis
- Nepaloserica migliaccioi
- Nepaloserica muelleri
- Nepaloserica mustangia
- Nepaloserica perrecondita
- Nepaloserica phulcokiensis
- Nepaloserica procera
- Nepaloserica rufobrunnea
- Nepaloserica sankhuwasabhae
- Nepaloserica schmidti
- Nepaloserica similis
- Nepaloserica telbrungensis
- Nepaloserica thimphui
- Nepaloserica vignai
- Nepaloserica vilya
- Nepaloserica yeti